# Гуревич Олександр Віталійович
Олександр Віталійович Гуревич (нар. 25 травня 1964, Москва, СРСР) — російський телеведучий, шоумен, продюсер та режисер.

## Біографія

### Ранні роки
Народився 25 травня 1964 року в Москві. 
Його бабусі та дідусі народилися в Західній Білорусії, предки по батьківській лінії жили в Чехії.
Навчався в англійській спецшколі № 19 (його однокласниками були Сергій Лівнєв та Михайло Маргелов), також у музичній школі (фортепіано, кларнет). У 1981 році вступив до Московського інженерно-будівельного інституту (МІСД) ім. Куйбишева, який закінчив у 1987 році за спеціальністю " інженер-проектувальник ". Під час навчання грав у вузівській команді КВК, у складі якої брав участь у Вищій лізі сезону 1986/87.
Під час трирічної роботи з розподілу в Моспроекті-2 брав участь у роботах з кріплення букв назви Павелецького вокзалу, монолітних перекриттів туалетів музею на Поклонній горі. Далі був учасником концертної студії «Паноптикум», заснованої Михайлом Лесіним. В 1989 вступив до ГІТІС на факультет естрадної режисури, навчався до 1991.
Цього року в 2024 буде вже виповниться 60-й літній ювілей.

### Кар'єра
В 1991 став одним з засновників компанії " Video International ", куди прийшов на запрошення Лесіна, і став займатися режисурою телевізійної реклами, двічі отримував призи Фестивалю реклами в Х'юстоні (США). Зокрема, в 1992—1996 роках він, крім режисури, був основним закадровим голосом рекламних роликів «Всесвітня історія, Банк Імперіал», «Селдом», "Альфа-банк ", а також заставки компанії до 1998. У 1996 році був автором концепції та режисером передвиборчих роликів Бориса Єльцина, в яких кандидат у президенти знімався з дружиною Наїною, зі слоганом «Вірю. Люблю. Сподіваюся».
З 1992 по 1997 та з 1998 по 2006 рік був художнім керівником компанії/продюсерського центру «Відео Інтернешнл» (з 2000 року — «Студії 2В»). Брав участь у створенні програм «Сам собі режисер», «Діалоги про тварин», «Своя гра», «Два роялі», "Я знаю все! ", «ТВ-Бінго-шоу», «Один за всіх», «Коротке замикання», «Мій товстий неприємний наречений», «Ігри розуму», «Ціна удачі».
У 1992—2000 роках був ведучим програми "Устами немовляти ". У 1995—2022 роках — ведучий програми "Сто до одного ". Крім цього, у різний час вів програми "З доброго ранку! ", «Ласкаво просимо», «Велике питання», «Легкий жанр» та «Погоня», а також новорічний мюзикл «На Титаніці».
У 1995 році вперше став учасником розважальної передачі стороннього виробництва — "Блеф-клуб " на петербурзькому " П'ятому каналі ".
З серпня 2007 по грудень 2010 року був генеральним продюсером каналу медіахолдингу ВДТРК " Бібігон ". З грудня 2010 по березень 2015 року обіймав аналогічну посаду на дитячому телеканалі спільного виробництва «Першого каналу» та ВДТРК "Карусель ", був заступником керівника студії дитячих та юнацьких програм ВДТРК. На тих же каналах у різний час за кадром вів телепередачі «Фа-Соль, що співає», «Танці під Фа-Соль», «Фа-Соль у цирку», «Театральна Фа-Соль», «Фа-Соль. Майстерня» та «Мікроісторія».
Також з 2007 до 2011 року працював викладачем на естрадному факультеті ГІТІСу, випустив свій єдиний курс. Серед студентів акторської групи були Ілля Глінніков, Дар'я Бурлюкало, Михайло Дубінін, Марія Трошанова, Еміль Саакян та виконавці головних ролей у передачах «Фа-Соль» — Андрій Кудзін, Ігор Ванюшкін, Інна Сопіна, Ганна Вергелесова.
До червня 2010 володів 3,75 % групи компаній «Відео Інтернешнл».
19 березня 2011 року був спеціальним членом журі у четвертій ⅛ фіналу Вищої ліги КВК.
30 листопада 2013 року коментував фінал міжнародного конкурсу пісні "Дитячий конкурс пісні Євробачення 2013 " у Києві на російському телеканалі «Карусель».
З 25 вересня 2016 року по 1 листопада 2020 року був ведучим конкурсу талантів «Дивовижні люди» на каналі «Росія-1». У 2016 та 2017 роках був закулісним асистентом ведучої телеконкурсу юних талантів «Синій птах» (2 та 3 сезони), де зустрічав конкурсантів та давав їм напутності перед виходом на сцену.

## Суспільна позиція
Надає позитивну оцінку серпневим подіям 1991 року. В 2001 назвав Олега Добродєєва, що перейшов на ВДТРК роком раніше, «телевізійним генієм з манією досконалості».
Наприкінці лютого 2022 року виступив проти російського вторгнення в Україну, залишивши коментарі до кількох випусків програми «Сто до одного» від імені її офіційного YouTube-каналу. Згодом усі випуски було видалено з цієї платформи. Залишив посаду ведучого та художнього директора передачі та звільнився з ВДТРК у березні 2022 року.

## Особисте життя
Дружина (з 1987 року) — Галина Лерман, програміст, також випускник МІСІ. Є дочка Марія (нар. 1991).
У дитинстві складав вірші.

## Фільмографія
- Залізна завіса (1994)
- День виборів (фільм) (2007) — кандидат Алінкін
- Суєта суєт (анімаційний) (2017) — різник Йосип (озвучування)

## Нагороди і премії
- ТЕФІ-97 у номінації «За найкращу розважальну програму».
- Номінація ТЕФІ-95 «За найкращу розважальну програму».